# ماتسودایرا کوره‌تادا
ماتسودایرا کوره‌تادا (به ژاپنی: 松平伊忠) یک سامورایی در دوره سنگوکو و پسر ماتسودایرا یوشی‌کاگه بود. وی به توکوگاوا ایه‌یاسو خدمت می‌کرد و در نبرد ناگاشینو در ۲۹ ژوئن ۱۵۷۵ کشته شد.